# کوری والدن
کوری والدن (سیریلیک صربی: Торијан Кори Волден؛ زادهٔ ۵ اوت ۱۹۹۲) بازیکن بسکتبال اهل ایالات متحده آمریکا است.
از باشگاه‌هایی که در آن بازی کرده‌است می‌توان به مین رد کلاوز اشاره کرد.